# Apodanthes tribracteata
Apodanthes tribracteata är en tvåhjärtbladig växtart som beskrevs av Henry Hurd Rusby. Apodanthes tribracteata ingår i släktet Apodanthes och familjen Apodanthaceae. Inga underarter finns listade i Catalogue of Life.